# Амберже, Луи
Мари Луи Амберже́ (фр. Marie Louis Emberger; 23 января 1897[…], Тан — 29 ноября 1969 или 30 ноября 1969, Сен-Сюльпис) — французский фармацевт и ботаник.
Член-корреспондент Французской академии наук (1948).

## Биография
Родился 23 января 1897 года в Тане, в 1914 году, осознавая неизбежность Первой мировой войны, сначала переехал к родственникам в Рю-сюр-Мозель, затем — в Сент-Этьен. В 1915 году зачислен на факультет медицины и фармации Лионского университета, в 1918 году получил степень лиценциата, в 1920 году окончил обучение.
С 1926 года Амберже был профессором Высшей школы Марокко, руководителем ботанической службы Научного института в Рабате.
В 1936 году вернулся во Францию, став профессором на естественно-научном факультете Клермон-Ферранского университета. С 1937 года возглавлял кафедру ботаники Университета Монпелье. В 1968 году ушёл на пенсию.
Скончался 30 ноября 1969 года.

## Некоторые научные работы
- Emberger, L. Éléments de morphologie florale. — Paris, 1931. — 106 p.
- Emberger, L. Les plantes fossiles dans leurs rapports avec les végétaux vivants. — Paris, 1944. — 492 p.
- Emberger, L. Travaux de botanique et d'écologie. — Paris, 1971. — 520 p.

## Роды, названные именем Л. Амберже
- Embergeria Boulos, 1965 — Sonchus L., 1753